# Saturno (astronomia)
Saturno è il sesto pianeta del sistema solare in ordine di distanza dal Sole e il secondo pianeta più massiccio, dopo Giove. Rispetto alla Terra, ha un raggio medio 9,48 volte maggiore e una massa 95 volte superiore. Saturno è classificato come gigante gassoso, insieme a Giove, Urano e Nettuno, ed è composto per il 95% da idrogeno e per il 3% da elio, a cui seguono gli altri elementi; il nucleo, consistente in silicati e ghiacci, è circondato da uno spesso strato di idrogeno metallico e quindi da uno strato esterno gassoso. Il pianeta ha un esteso e vistoso sistema di anelli esterni, che consistono principalmente in particelle di ghiaccio e polveri di silicati. Insieme agli anelli, orbitano 274 lune conosciute, e per questo Saturno detiene il primato per il maggior numero di satelliti, nel sistema solare. Tra queste lune, Titano è la più grande (più grande di Mercurio e Plutone) ed anche l'unica del sistema solare ad avere un'atmosfera di grandissimo interesse. I venti, nell'atmosfera di Saturno, possono raggiungere i 1800 km/h, risultando significativamente più veloci di quelli su Giove e leggermente meno veloci di quelli che spirano nell'atmosfera di Nettuno.
Il nome di Saturno deriva dall'omonimo dio della mitologia romana, omologo del titano greco Crono. Il suo simbolo astronomico (♄) è una rappresentazione stilizzata della falce del dio dell'agricoltura.

## Osservazione

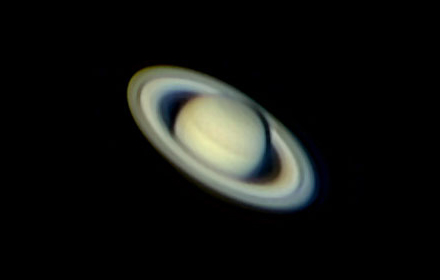
Saturno come appare con un telescopio Newton da 250 mm

Saturno è il pianeta più lontano dalla Terra facilmente visibile ad occhio nudo, con una magnitudine apparente che oscilla tra 1,2 e –0,24. Il momento migliore per osservare il pianeta è nel cielo notturno quando si trova più vicino a noi (opposizione), ovvero quando la Terra è tra il Sole e Saturno. Ad occhio nudo appare in genere come un dischetto luminoso giallastro e a volte si intravede una certa forma ovale, data ovviamente dagli anelli. Con un qualunque aiuto ottico, tipo un binocolo con 6 o 7 ingrandimenti, si può confermare che l'oggetto visto è proprio Saturno, ma per vedere, ad esempio, la separazione degli anelli dal pianeta, è necessario un binocolo con almeno 15x o mediamente tra 18x e 25x, poiché molto dipende anche dagli individui (acutezza visiva) e dalle condizioni di osservazione (seeing). Con la visione monoculare è necessario un telescopio con almeno 25-30 ingrandimenti, per potere distinguere il disco del pianeta e gli anelli.

Saturno ha un periodo di rivoluzione di circa 30 anni e quando si trova in determinati punti della sua orbita, ogni 15 anni gli anelli scompaiono alla vista, poiché vengono a trovarsi perfettamente di taglio visti dalla Terra. Oltre alla distanza dalla Terra, la luminosità di Saturno dipende anche dalla posizione degli anelli: se sono orientati in modo favorevole, come avvenne ad esempio nel 2002, sono maggiormente visibili e contribuiscono ad aumentare sensibilmente la luminosità apparente di Saturno (con differenze di 5 volte tanto).

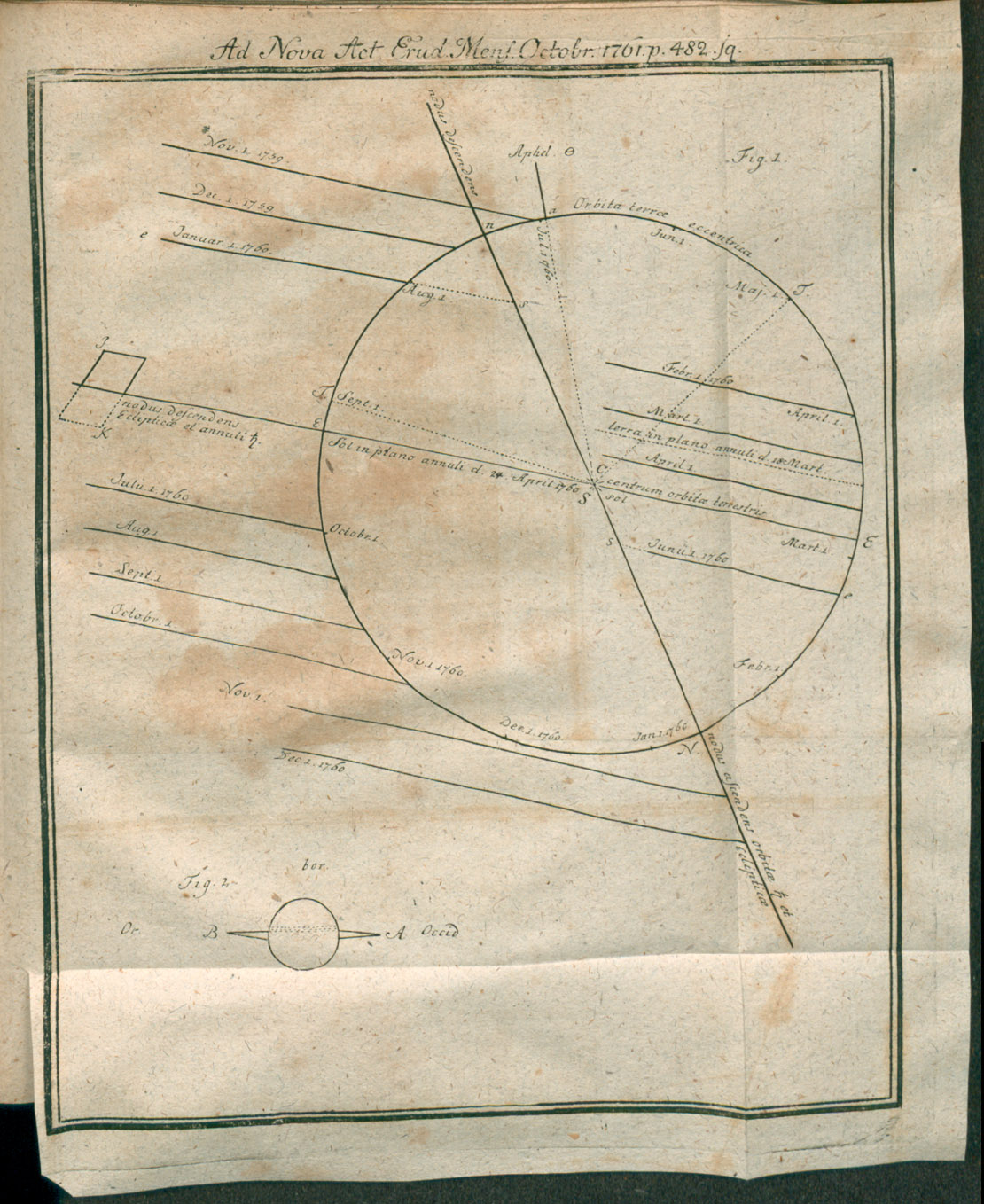
Tavola illustrativa dell'articolo di Gottfried Heinsius Observationes circa phasin [!] Saturni rotundam pubblicato negli Acta Eruditorum del 1761.

Talvolta Saturno, come altri corpi del sistema solare che giacciono nei pressi dell'eclittica, è occultato dalla Luna. Nel caso di Saturno il fenomeno ha luogo con determinati cicli: a un periodo di dodici mesi, durante i quali il pianeta viene occultato dodici volte dalla Luna, segue un periodo di circa cinque anni, durante il quale non si verificano occultazioni. Questo succede perché l'orbita della Luna intorno alla Terra è inclinata rispetto all'orbita della Terra attorno al Sole, e solo quando Saturno si trova in corrispondenza del punto dove l'orbita della Luna attraversa il "piano dell'eclittica" avvengono le occultazioni.

## Storia delle osservazioni
Saturno è il penultimo dei pianeti visibili a occhio nudo ed era conosciuto sin dall'antichità. Gli astronomi babilonesi osservavano e registravano regolarmente i movimenti del pianeta. Nell'antica mitologia romana il dio Saturno, da cui il pianeta prende il nome, era il dio dell'agricoltura ed era considerato l'equivalente del titano greco Crono. Lo scienziato greco Tolomeo basò i suoi calcoli dell'orbita di Saturno su osservazioni fatte mentre il pianeta era all'opposizione.
Il primo astronomo a osservarne la forma peculiare fu Galileo, che nel 1610 non riuscì a risolvere completamente la figura del pianeta circondato dai suoi anelli. Inizialmente il pianeta gli apparve accompagnato da altri due corpi sui lati, e pertanto lo definì "tricorporeo". Con le osservazioni successive e l'uso di strumenti più evoluti la variazione dell'angolo visuale degli anelli gli mostrò via via aspetti diversi, che lo spinsero a definire bizzarro il pianeta. Galileo nei suoi schizzi ipotizzò varie soluzioni per la forma di Saturno, fra cui anche possibili anelli che erano tangenti la superficie del corpo celeste.
Nei secoli successivi Saturno fu oggetto di studi approfonditi. Nel 1649 Eustachio Divini, un costruttore di telescopi marchigiano, pubblicò per la prima volta un'illustrazione dettagliata degli anelli di Saturno; il teologo cattolico Leone Allacci verso la metà del XVII secolo teorizzò fantasiosamente che gli anelli fossero stati originati dal Santo prepuzio. Nel 1655 l'astronomo olandese Christiaan Huygens fu il primo a intuire la natura anulare dei corpi visti da Galileo attorno al pianeta e scoprì anche il satellite Titano. Giovanni Cassini nel 1675 fu il primo a ipotizzare la natura degli anelli e vi individuò la prima suddivisione, o lacuna, che ancora oggi porta il suo nome. Inoltre scoprì altre quattro lune saturniane: nel 1671 Rea, Giapeto nel 1672, Dione e Teti nel 1684. La natura "granulare" degli anelli fu dimostrata per via teorica nel 1859 dal fisico scozzese James Clerk Maxwell.
Nel 1899 William Henry Pickering scoprì Febe, un satellite irregolare che non ruota in sincronia con Saturno come le altre lune maggiori. Febe è stato il primo satellite scoperto in un'orbita retrograda. Nel corso del XX secolo studi su Titano portarono alla conferma che esso era circondato da una spessa atmosfera, caratteristica unica tra i satelliti naturali del sistema solare.

### Esplorazione spaziale

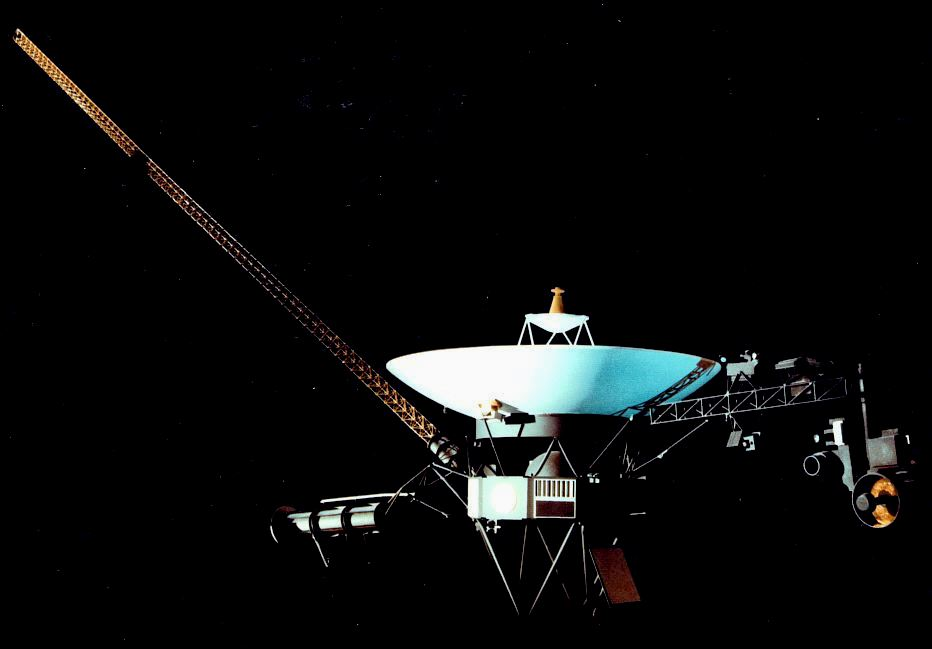
Una delle due sonde del programma Voyager.

#### Pioneer 11
Il Pioneer 11 fu la prima sonda spaziale a effettuare un sorvolo ravvicinato di Saturno nel settembre 1979, quando passò a 20 000 chilometri dalla sommità delle nubi del pianeta. Furono scattate immagini del pianeta e di alcune delle sue lune, anche se la bassa risoluzione non consentì di rilevare dettagli della superficie. 
La sonda studiò anche gli anelli del pianeta, scoprendo il sottile anello F e il fatto che le lacune oscure appaiono brillanti se osservate a elevati angoli di fase rispetto al Sole, indicando che contengono sottili particelle in grado di diffondere la luce. Pioneer 11 misurò anche la temperatura di Titano.

#### Le sonde Voyager
La sonda Voyager 1 visitò il sistema di Saturno nel novembre 1980, inviando le prime immagini ad alta risoluzione del pianeta, dei suoi anelli e delle principali lune, effettuando anche un flyby con Titano, aumentando la conoscenza della sua atmosfera e confermando l'impenetrabilità della stessa alle lunghezze d'onda dello spettro visibile, impedendo la visione della superficie.
Nell'agosto 1981, quasi un anno dopo, la Voyager 2 continuò lo studio del sistema di Saturno. Acquisì diverse altre immagini ravvicinate delle lune di Saturno mostrando prove di alcuni cambiamenti dell'atmosfera e degli anelli. Purtroppo durante il flyby la piattaforma girevole della telecamera si bloccò per un paio di giorni e alcune immagini pianificate andarono perse. La gravità di Saturno fu poi usata per dirigere la sonda verso Urano.
Le sonde scoprirono alcuni nuovi satelliti in orbita nei pressi o all'interno degli anelli del pianeta, così come scoprirono alcuni spazi vuoti tra gli anelli stessi, come la Divisione di Maxwell, tra l'anello B e l'anello C, e la Divisione di Keeler, all'interno dell'anello A.

#### Cassini-Huygens

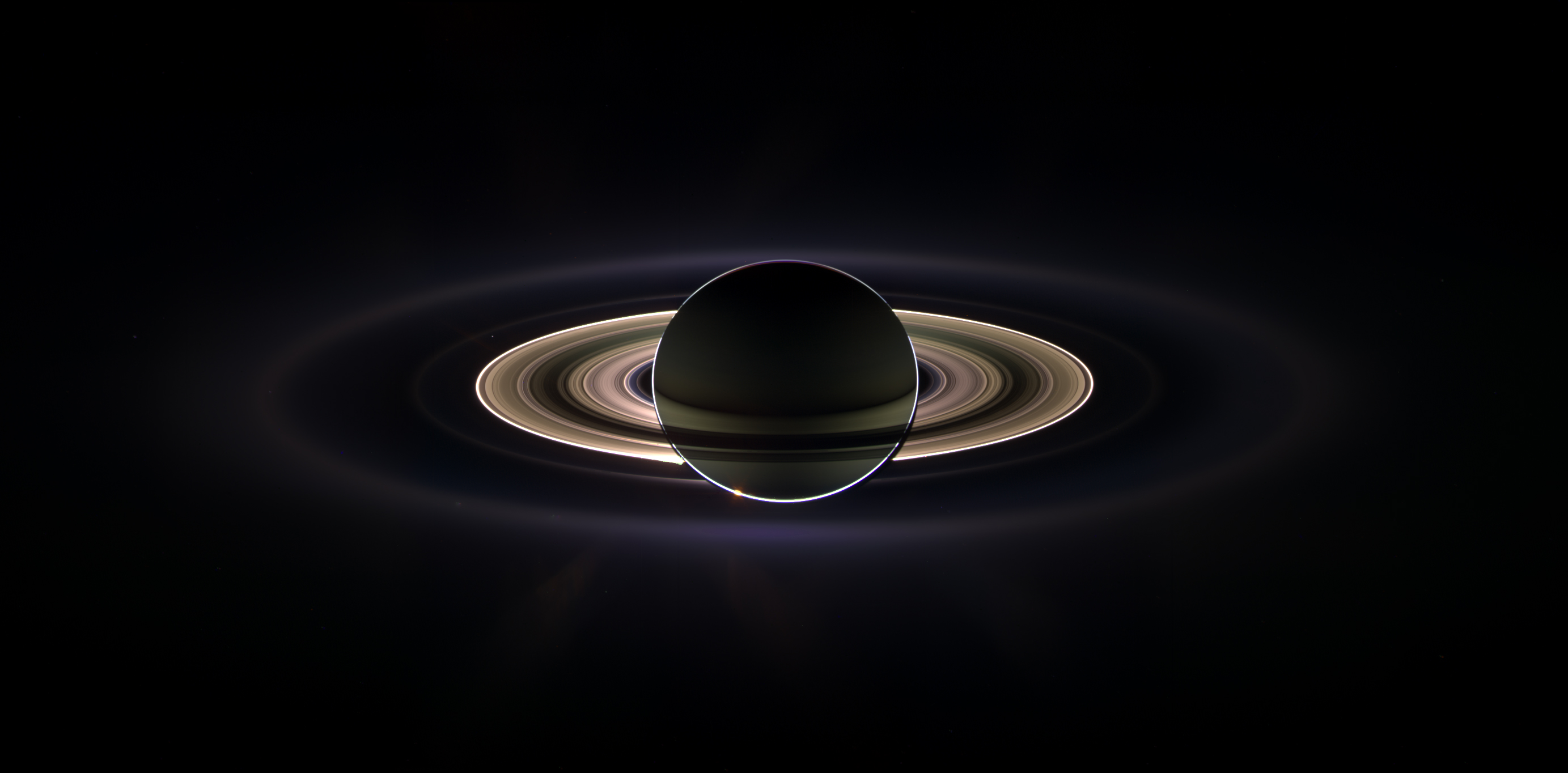
Il Sole eclissato da Saturno, in un'immagine ripresa dalla sonda Cassini.

Lanciata il 15 ottobre 1997, la sonda spaziale Cassini-Huygens entrò in orbita attorno a Saturno il 1º luglio 2004, con lo scopo di studiare il sistema saturniano e inviare successivamente un lander sulla misteriosa superficie di Titano, fino ad allora sconosciuta a causa della spessa coltre atmosferica che avvolge la principale luna di Saturno.
Dall'inizio del 2005 la Cassini rivelò fulmini nell'atmosfera di Saturno, circa 1.000 volte più potenti dei fulmini terrestri.
Nel 2006 la NASA comunicò che la Cassini aveva trovato la prova di acqua liquida su Encelado, che fuoriesce da sotto la superficie ghiacciata tramite geyser. Le immagini della Cassini mostrarono getti di particelle ghiacciate che dalla regione polare sud della luna finivano in orbita attorno a Saturno. Secondo alcuni scienziati altre lune del sistema solare potrebbero avere oceani di acqua liquida sotto la superficie, tuttavia nel caso di Encelado questi potrebbero trovarsi appena poche decine di metri sotto la superficie ghiacciata. Nel maggio 2011 gli scienziati della NASA affermarono che Encelado potrebbe essere il luogo più abitabile del sistema solare per la vita per come è conosciuta dall'uomo.
Numerose sono state le scoperte della Cassini nel corso degli anni: tra il 2006 e il 2007 sono stati scoperti laghi e mari di idrocarburi su Titano, il più grande dei quali ha le dimensioni del Mar Caspio. Nell'ottobre del 2006 la sonda ha registrato un'enorme tempesta nel polo sud di Saturno.
Dopo avere scoperto otto nuovi satelliti la missione principale della Cassini si è conclusa nel 2008, tuttavia essa è stata prima estesa fino al 2010 e successivamente prorogata fino al 2017.
Nell'aprile 2013 la Cassini inviò le immagini di un enorme uragano sul polo nord del pianeta, 20 volte più grande di quelli che si osservano sulla Terra, con venti che soffiavano a oltre 530 km/h.
Il 19 luglio 2013 per la prima volta la NASA ha annunciato in anticipo che sarebbe stata scattata una serie di foto dal sistema solare esterno verso la Terra: la Cassini, dietro al disco di Saturno per evitare il bagliore del Sole, immortalò la Terra e la Luna dalla distanza di 1,5 miliardi di km. Da quella distanza la Terra appariva un piccolo puntino blu con un ancor più piccolo puntino bianco accanto (la Luna).
La missione Cassini-Huygens è terminata nel settembre 2017, dopo una serie di passaggi nello spazio compreso tra Saturno e i suoi anelli interni nel suo "Grand Finale"; per prevenire contaminazioni da parte di organismi terrestri alle sue lune potenzialmente abitabili, la sonda è stata indirizzata su Saturno, distruggendosi all'entrata nell'atmosfera.

## Parametri orbitali

La distanza media di Saturno dal Sole è di e impiega circa 29,5 anni a compiere un'orbita, qui rappresentata in rosso, attorno al Sole.

Saturno orbita attorno al Sole a una distanza media di 1,427×109 km, percorrendo una rivoluzione completa in 29,458 anni terrestri. La sua orbita è inclinata di 2,488º rispetto all'eclittica e ha un'eccentricità di 0,0560. Alla sua distanza la luce del Sole appare 100 volte meno intensa della luce sulla Terra.
L'asse di rotazione è inclinato di 26,731°, dando al pianeta un ciclo di stagioni più o meno analogo a quello terrestre e marziano, ma assai più lungo. Il periodo di rotazione di Saturno sul proprio asse varia a seconda della quota; gli strati superiori, nelle regioni equatoriali, impiegano 10,23378 ore a compiere un giro completo, mentre nucleo e mantello ruotano in 10,67597 ore.
Nel marzo 2007 è stato rilevato che la variazione delle emissioni radio del pianeta non corrisponde alla velocità di rotazione di Saturno. Questa variazione potrebbe essere causata dall'attività dei geyser sulla superficie della luna Encelado. Il vapore acqueo emesso in orbita attorno a Saturno da questa attività crea un ostacolo al campo magnetico del pianeta, rallentando la sua rotazione rispetto alla rotazione del pianeta.
L'ultima stima del periodo di rotazione di Saturno, basato su una media di varie misure effettuate dalle sonde Cassini, Voyager e Pioneer è stato segnalata nel settembre 2007, ed equivale a 10 ore, 32 minuti e 35 secondi.

## Caratteristiche fisiche

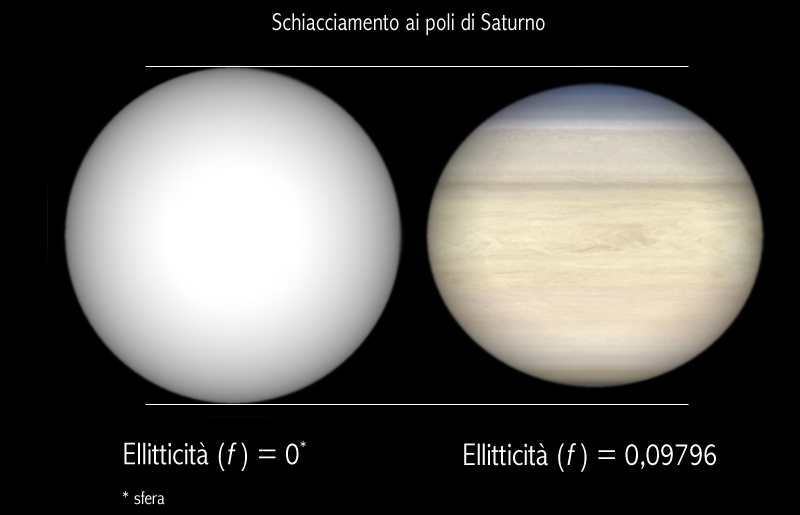
Schiacciamento ai poli di Saturno - Confronto con una sfera (f = 0).

Con una massa pari a 95,181 volte e un volume pari a 744 volte quello terrestre Saturno è il secondo pianeta più grande del sistema solare dopo Giove. È classificato come gigante gassoso poiché gli strati esterni sono costituiti prevalentemente da gas e manca di una superficie definita, anche se potrebbe avere un nucleo solido. Saturno appare visibilmente schiacciato ai poli, con i suoi diametri equatoriale e polare (120536 km e 108728 km rispettivamente) che differiscono di quasi il 10%. Questa forma è il risultato della sua rapida rotazione e della sua composizione chimica, con la densità più bassa del sistema solare, facile a deformarsi. Anche gli altri pianeti, e i giganti gassosi in particolare, sono deformati in maniera analoga, ma in modo molto meno evidente. Saturno è anche l'unico pianeta del sistema solare con una densità media inferiore a quella dell'acqua: solo 0,69 g/cm³. In realtà il valore medio è una combinazione di densità molto basse nell'atmosfera del pianeta e densità più elevate all'interno, sicuramente maggiori di quella dell'acqua. Per questi valori si presuppone che il pianeta abbia un nucleo di rocce e metalli non particolarmente massiccio. Saturno ha una massa 95 volte quella terrestre, e assieme a Giove compone il 92% della massa planetaria totale del sistema solare.

### Struttura interna

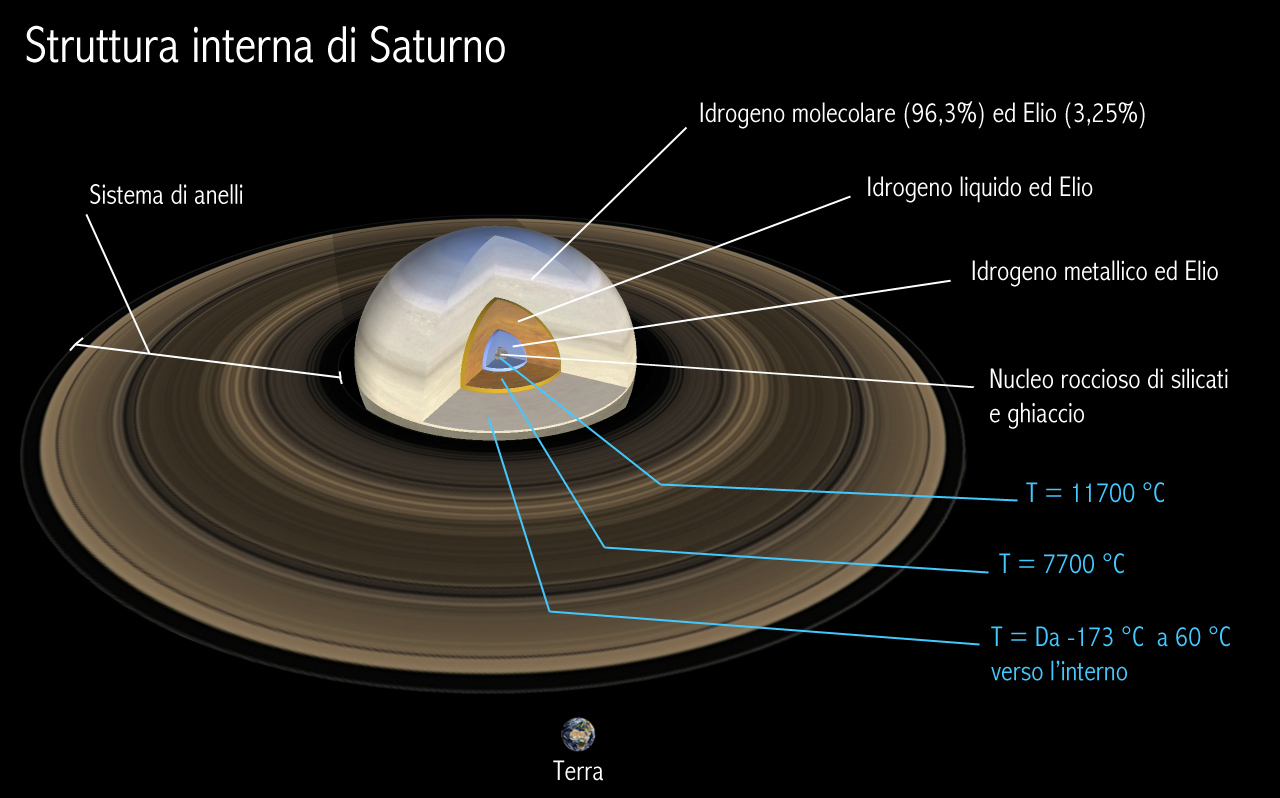
Struttura interna di Saturno.

Saturno possiede una struttura interna molto simile a quella di Giove e presenta una composizione affine a quella del Sole, essendo costituito per il 75% di idrogeno e il 25% di elio, con tracce d'acqua, metano e ammoniaca. Nello strato esterno è presente un'atmosfera dove si alternano fasce chiare e scure parallele all'equatore con perturbazioni cicloniche e formazioni di nubi; il tutto degrada nella zona sottostante, dove a densità superiori a 0,01 g/cm3 l'idrogeno diviene liquido. La temperatura, la pressione e la densità all'interno del pianeta aumentano costantemente spostandosi verso il nucleo e negli strati più profondi del pianeta l'idrogeno diviene metallico.
Al centro del pianeta è presente il nucleo. I modelli planetari standard suggeriscono che all'interno di Saturno esista un piccolo nucleo roccioso simile nella composizione al nucleo terrestre, ma più denso. Nel 2004 gli astronomi francesi Didier Saumon e Tristan Guillot hanno stimato la massa del nucleo di Saturno tra 9-22 volte la massa terrestre, che corrisponde a un diametro di circa 25.000 chilometri; nel nucleo si raggiunge la temperatura di quasi 12 000 °C e la pressione di 10 milioni di atmosfere. Il nucleo è circondato da uno spesso strato di idrogeno liquido metallico, seguito da uno strato liquido di idrogeno molecolare ed elio che si trasformano in gas all'aumentare dell'altitudine. Lo strato più esterno si estende su 1.000 km e consiste in un'atmosfera gassosa.
Saturno, al pari di Giove, irradia radiazione infrarossa energeticamente più che doppia rispetto a quella che riceve dal Sole. Solo una parte di questa energia è attribuibile al meccanismo di Kelvin-Helmholtz; un ulteriore meccanismo che spiegherebbe il calore generato è quello di una "pioggia di elio" al suo interno: goccioline d'elio, più pesante dell'idrogeno, sprofondano nell'oceano liquido sottostante e comprimendosi, liberano calore che per convezione migra verso l'alto fino all'atmosfera, dove può sfuggire nello spazio esterno.

### Atmosfera

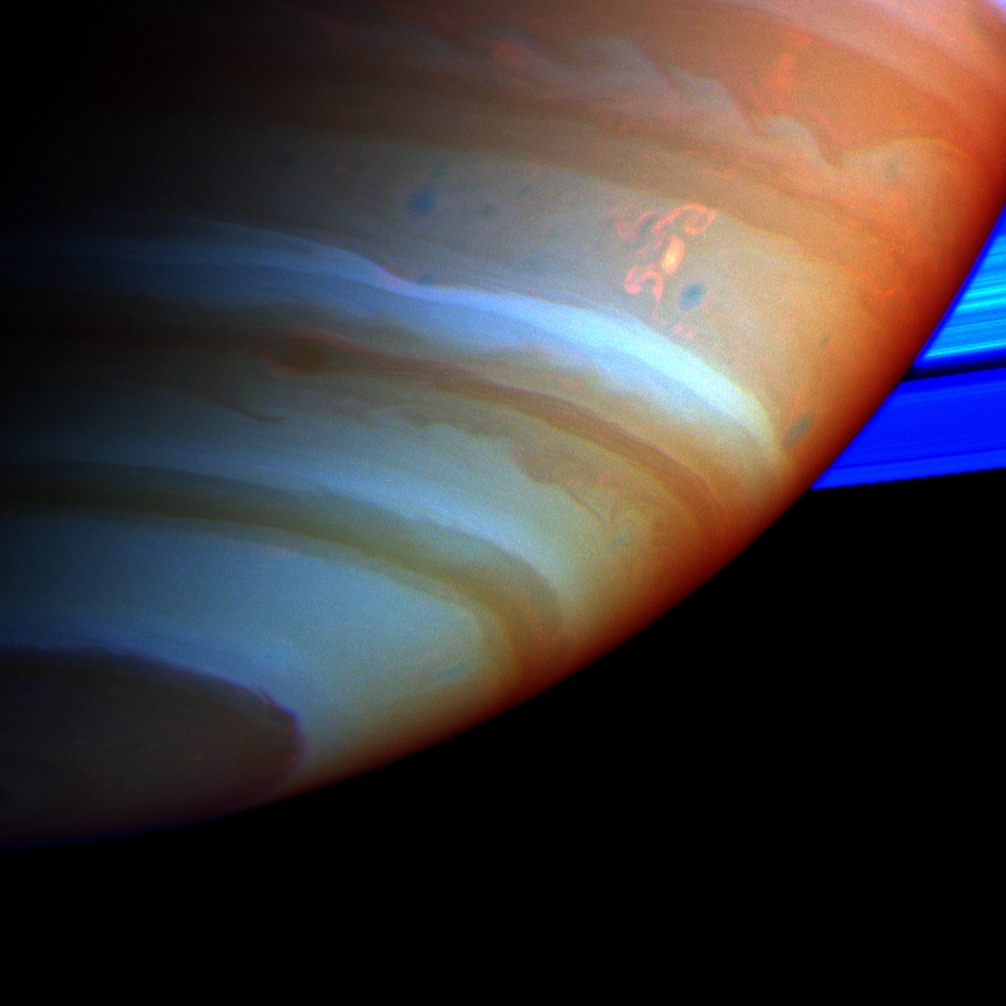
Immagine dalla Cassini in falsi colori della "Tempesta Dragone" di Saturno (in alto a destra).

L'atmosfera esterna di Saturno è composta per il 96,3% da idrogeno e per il 3,25% da elio. La percentuale di elio è notevolmente minore rispetto all'abbondanza di questo elemento nel Sole. Le quantità di elementi più pesanti dell'elio non sono note con precisione; la massa degli elementi pesanti è stata dedotta dal modello della formazione del sistema solare ed è stata stimata, nel caso di Saturno, in 19-31 volte la massa della Terra, con una percentuale significativa situata nella regione del nucleo planetario.
Nell'atmosfera di Saturno sono state rilevate anche tracce di ammoniaca, acetilene, etano, propano, fosfina e metano. Le nubi superiori sono costituite da cristalli di ammoniaca, che gli conferiscono il tipico aspetto giallognolo, mentre quelle degli strati inferiori sembrano essere composte da idrosolfuro di ammonio (NH4SH) o acqua. La radiazione ultravioletta del Sole provoca la fotolisi del metano negli strati superiori dell'atmosfera, causando una serie di reazioni chimiche degli idrocarburi con i prodotti risultanti trasportati verso il basso dai vortici atmosferici. Questo ciclo fotochimico è regolato dal ciclo annuale stagionale di Saturno.

#### Le bande
L'atmosfera di Saturno mostra bande simili a quelle di Giove, ma molto più deboli e più larghe vicino all'equatore. Le formazioni atmosferiche (macchie, nubi) sono così deboli da non essere mai state osservate prima dell'arrivo delle sonde Voyager. Da allora i telescopi a terra e in orbita sono migliorati al punto da poter condurre regolari osservazioni delle caratteristiche atmosferiche di Saturno. Sono state trovate tempeste di forma ovale dalla lunga vita e molto simili a quelle di Giove. Nel 1990 il telescopio spaziale Hubble osservò un'enorme nube bianca vicino all'equatore del pianeta, e un'altra fu osservata nel 1994.
La composizione delle nuvole varia con la profondità e l'aumentare della pressione. Negli strati superiori, con una temperatura compresa tra 100-160 K e pressioni tra 0,5 e 2 bar, le nuvole sono costituite da ammoniaca ghiacciata. Scendendo nell'atmosfera di Saturno si trovano le nubi di ghiaccio d'acqua, dove la pressione è compresa tra 2,5 bar e 9,5 bar e le temperature tra i 185 e 270 K. Più in basso si trova uno strato di idrosolfuro di ammonio ghiacciato, a pressioni tra 3-6 bar e temperature comprese tra 290 e 235 K. Infine, negli strati inferiori, dove le pressioni sono di circa 10-20 bar e le temperature di 270-330 K, è presente una zona composta da gocce d'acqua mista ad ammoniaca in soluzione acquosa.
Una sostanziale differenza fra le atmosfere di Giove e Saturno è la presenza di bande chiare e scure, specialmente presso l'equatore, molto evidenti nel primo ma estremamente soffuse e poco contrastate nell'altro. Il motivo è un più spesso strato di foschia che sovrasta la parte dell'alta atmosfera di Saturno, probabilmente causata dalla minore temperatura (130 K nell'alta atmosfera), che favorisce la formazione di nubi a una profondità maggiore rispetto a Giove. Ciò nonostante l'atmosfera saturniana è percorsa da venti fortissimi, che soffiano fino a 1 800 km/h presso l'equatore. Inoltre sono presenti cicloni, soprattutto alle alte latitudini, dalla durata relativamente breve, come quello ripreso dal telescopio spaziale Hubble nel 1990, tipico esempio di Grande Macchia Bianca, tempeste temporanee che si formano durante le estati saturniane nell'emisfero nord, e osservate anche nel 1876, 1903, 1933 e 1960, non presenti durante il passaggio delle sonde Voyager.

#### Esagono di Saturno

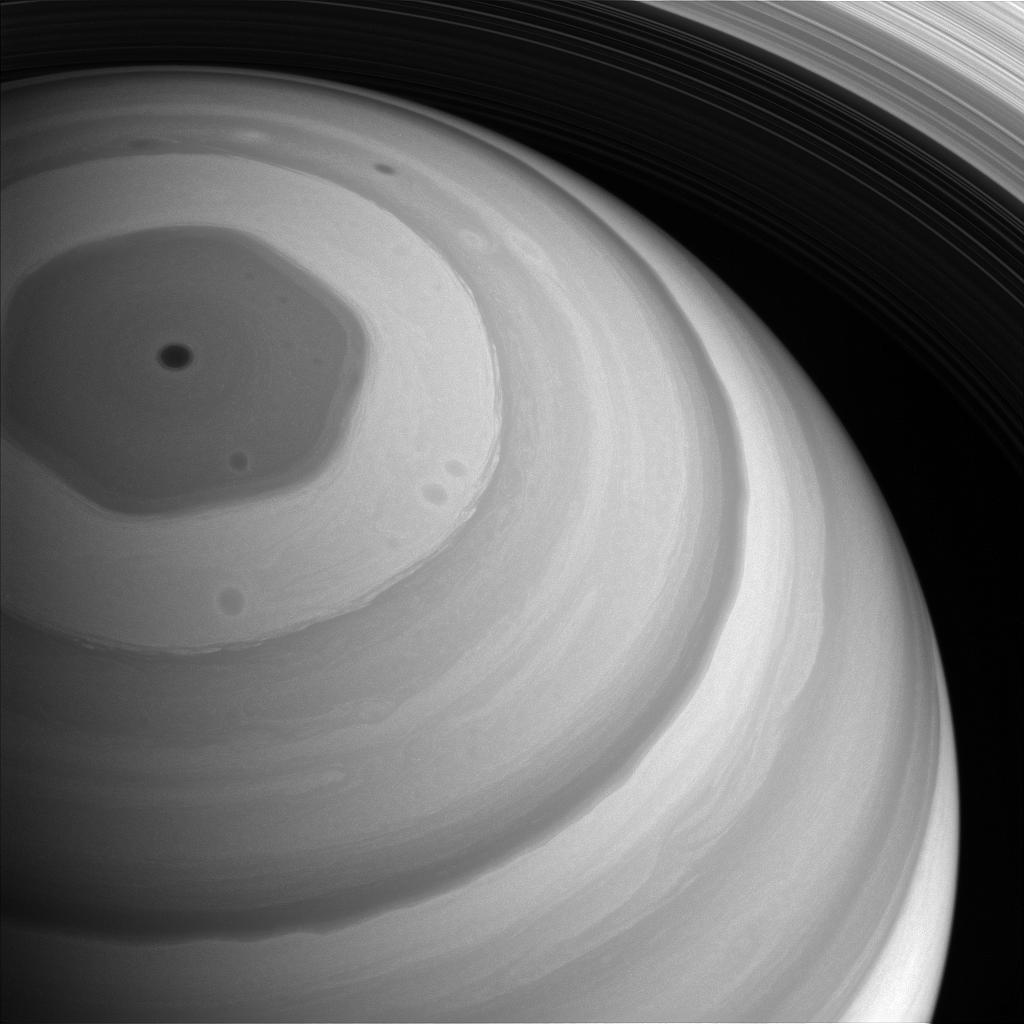
Il polo nord di Saturno ripreso da Cassini il 9 settembre 2016: si vede perfettamente la conformazione esagonale delle sue nubi.

Negli anni ottanta le due sonde del Programma Voyager fotografarono una struttura esagonale presente nei pressi del polo nord del pianeta, alla latitudine 78° N, struttura che è stata osservata successivamente anche dalla sonda Cassini. Ciascun lato dell'esagono misura circa 13.800 km, più del diametro della Terra. L'intera struttura, unica nel sistema solare, ruota in un periodo di 10 ore, 39 minuti e 23 secondi, equivalente al periodo di rotazione del campo di emissioni radio, che si presume essere pari al periodo di rotazione delle parti interne di Saturno. La struttura esagonale non si muove in longitudine, come invece fanno le altre nubi nell'atmosfera visibile, e sembra essere piuttosto stabile nel tempo.
Non si conoscono ancora le cause della presenza di questa forma geometrica regolare, ma sembra che non ci sia un collegamento con la radio-emissione di Saturno e con la sua attività delle aurore polari.

#### Ciclone del polo sud
Tra il 1997 e il 2002 il telescopio spaziale Hubble osservò nei pressi del polo sud una corrente a getto, ma nessuna struttura paragonabile all'esagono del polo nord. Nel novembre 2006 la NASA ha riferito che, tramite immagini della sonda Cassini, è stato osservato un uragano centrato nel polo sud, con un occhio del ciclone ben definito. La scoperta ha rivestito una notevole importanza perché non erano mai stati osservati nel sistema solare, Terra a parte, cicloni con l'"occhio" così definito, nemmeno quando la sonda Galileo osservò da vicino la Grande Macchia Rossa di Giove. Il ciclone potrebbe esistere da miliardi di anni, ha la grandezza circa della Terra e al suo interno i venti soffiano a 550 km/h, vale a dire a velocità doppia rispetto a un uragano terrestre di categoria 5.

### Campo magnetico

Il campo magnetico di Saturno.

L'esistenza della magnetosfera di Saturno è stata accertata dalla sonda Pioneer 11 nel 1979. Di semplice forma simmetrica, la sua intensità all'equatore è di 0,2 gauss (20 μT), circa un ventesimo di quello di Giove, e anche leggermente più debole del campo magnetico terrestre. Quando la Voyager 2 entrò nella magnetosfera di Saturno, l'intensità del vento solare era alta e la magnetosfera si estendeva solo fino a 19 raggi saturniani, o 1,1 milioni di chilometri.
La sua origine, come per il pianeta Giove, è dovuta allo strato di idrogeno liquido all'interno del pianeta, dove si producono frequenti scariche elettriche, e all'elevata velocità di rotazione. Un altro fattore che spiega la sua debole magnetosfera deriva dall'orientamento della stessa, che è quasi coincidente con l'asse di rotazione del pianeta, con uno scarto di solo 1°, contro i 10° di Giove.
La magnetosfera è composta da fasce di radiazione a forma di toroide nelle quali si ritrovano elettroni e nuclei atomici ionizzati. Il tutto si estende per oltre 2 milioni di chilometri e anche oltre nella direzione opposta a quella del Sole. L'interazione tra la magnetosfera e la ionosfera provoca aurore polari che circondano i poli. Queste aurore sono state fotografate anche dal telescopio spaziale Hubble.
Altre interazioni dovute al campo magnetico sono state osservate tra i suoi satelliti: una nube composta da atomi di idrogeno che va dall'orbita di Titano fino all'orbita di Rea e un disco di plasma, anche questo formato da idrogeno e ioni di ossigeno, che si estende dall'orbita di Teti fino quasi all'orbita di Titano.

## Anelli

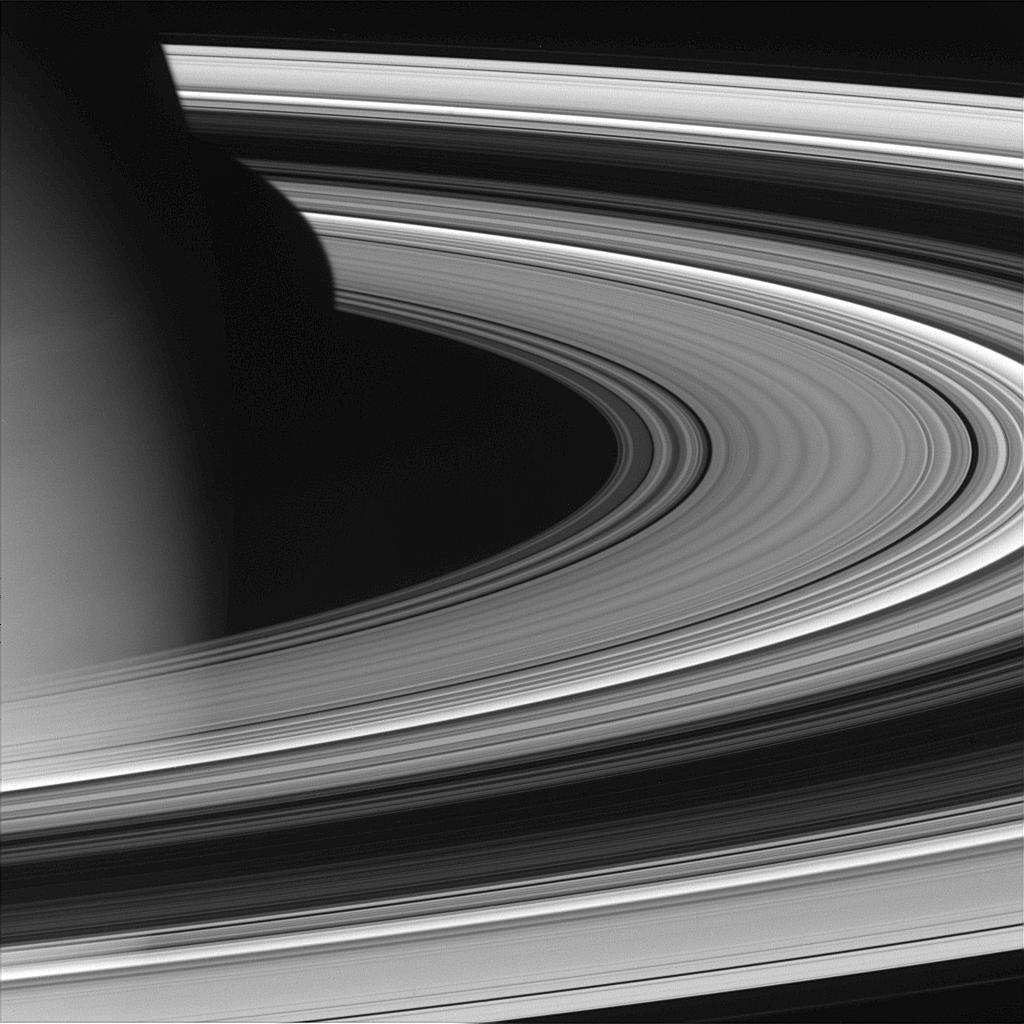
Gli anelli planetari di Saturno, visti dalla sonda Cassini.

Saturno possiede un sistema di anelli planetari, composti da milioni di piccoli oggetti ghiacciati, della grandezza che varia dal micrometro al metro, orbitanti attorno al pianeta sul suo piano equatoriale, e organizzati in un anello piatto. Poiché l'asse di rotazione di Saturno è inclinato rispetto al suo piano orbitale, anche gli anelli risultano inclinati. Questa natura "granulare" degli anelli fu dimostrata per via teorica fin dal 1859 dal fisico scozzese James Clerk Maxwell.
Gli anelli incominciano a un'altezza di circa 6 600 km dalla sommità delle nubi di Saturno e si estendono fino a 120 000 km, poco meno di un terzo della distanza Terra-Luna. Il loro spessore si pensa essere mediamente pari ad appena 10 metri.

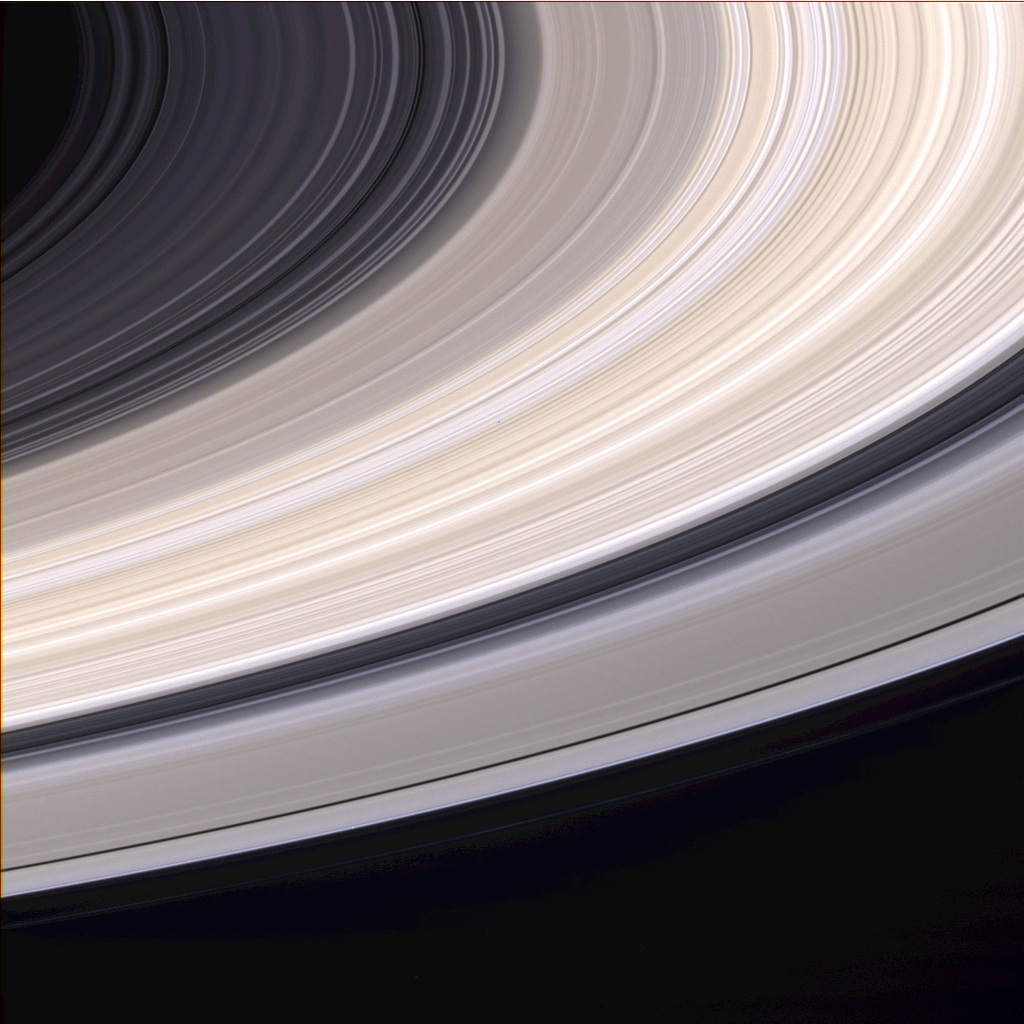
Anelli di Saturno a colori naturali.

La loro scoperta è dovuta a Christiaan Huygens, nel 1655; in precedenza già Galileo Galilei aveva notato delle insolite protuberanze ai lati del pianeta, ma la scarsa potenza del suo telescopio e la particolare posizione di Saturno all'epoca, con gli anelli disposti di taglio per un osservatore terrestre e quindi difficilmente visibili, non gli avevano permesso di distinguerne la forma con chiarezza.
Gli anelli sono divisi in sette fasce, separate da divisioni quasi vuote. L'organizzazione in fasce e divisioni risulta da una complessa dinamica ancora non ben compresa, ma nella quale giocano sicuramente un ruolo i cosiddetti satelliti pastori, lune di Saturno che orbitano all'interno o subito fuori dell'anello.
L'origine degli anelli è sconosciuta. Ci sono due ipotesi principali al riguardo: che siano il risultato della distruzione di un satellite di Saturno, provocata da una collisione con una cometa o con un altro satellite, oppure che siano un "avanzo" del materiale da cui si formò Saturno che non è riuscito ad assemblarsi in un corpo unico. Parte del ghiaccio della parte centrale degli anelli proviene dalle eruzioni del criovulcanismo di Encelado. In passato gli astronomi pensavano che gli anelli si fossero formati assieme al pianeta miliardi di anni fa, tuttavia studi più recenti basati sui dati della sonda Cassini suggeriscono che l'età degli anelli non sia superiore a 400 milioni di anni.

### Composizione

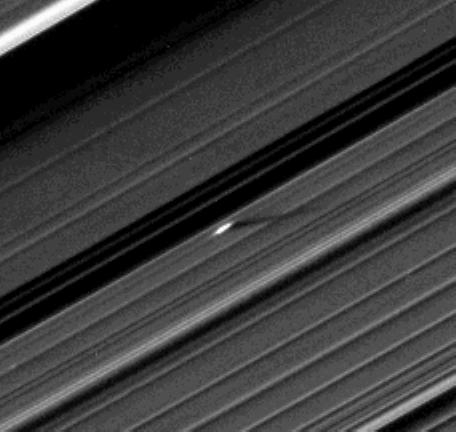
Moonlet che genera degli effetti d'ombra visibili sull'anello A, immagine ripresa dalla sonda Cassini nel 2009.

La composizione degli anelli principali, i primi quattro scoperti, anello A, B, C e D è per più del 99% di acqua pura in forma di agglomerati di ghiaccio, che li dota di una brillantezza notevole, dalla grandezza variabile mediamente tra 1 centimetro e 10 metri. Lo spessore degli anelli varia da 10 metri a un chilometro, apparendo quindi sottili all'osservazione. La densità di queste particelle varia da anello ad anello e anche all'interno dell'anello stesso, passando da valori di 40-140 grammi per centimetro quadrato a valori di circa zero in quelle che vengono definite divisioni o separazioni: spazi vuoti che separano gli anelli o all'interno di un anello, creati probabilmente da un gioco di risonanze gravitazionali dei satelliti pastori.
Alcuni agglomerati di ghiaccio più massicci possono alterare lievemente l'uniformità dell'anello. Agglomerati dell'ordine di centinaia di metri vengono definiti "minilune" (moonlet in inglese) e non sono visibili al telescopio e nemmeno alle sonde che finora hanno visitato il pianeta, bensì creano delle perturbazioni che generano dei giochi di luce e ombra visibili solo in determinati periodi dell'anno saturniano. La NASA stima che gli anelli potrebbero "nascondere" milioni di minilune.

### Anello di Febe

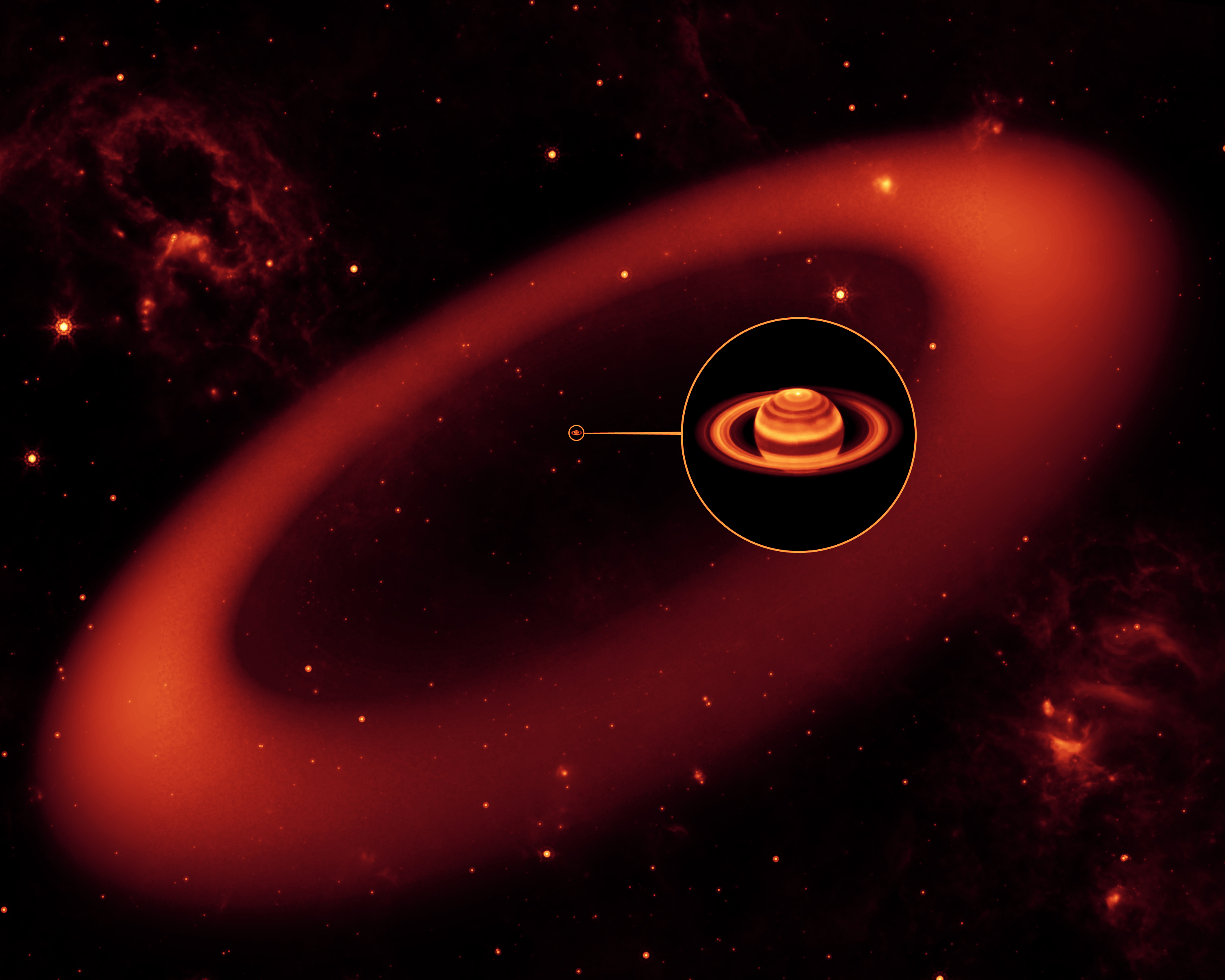
Immagine artistica dell'anello più esterno di Saturno.

Nell'ottobre del 2009 grazie al telescopio spaziale Spitzer è stato scoperto il più grande anello di Saturno mai osservato in precedenza. Questo enorme anello si trova alla periferia del sistema di Saturno, in un'orbita inclinata di 27º rispetto al piano del sistema dei sette anelli principali. Il nuovo anello, che si ritiene sia originato da Febe, è composto di ghiaccio e di polvere allo stato di particelle alla temperatura di -157 °C. Pur essendo molto esteso questo anello è rilevabile solo nello spettro infrarosso, perché non riflette la luce visibile. La massa dell'anello comincia a una distanza di circa 6 milioni di chilometri dal pianeta e si estende fino a 11,9 milioni di chilometri. La scoperta potrebbe essere decisiva per risolvere il problema legato alla colorazione del satellite Giapeto: gli astronomi ritengono che le particelle dell'anello, che orbitano intorno a Saturno con moto retrogrado (proprio come Febe), vadano a collidere contro la superficie di Giapeto quando esso, durante il suo moto orbitale, attraversa l'anello.

## Satelliti naturali

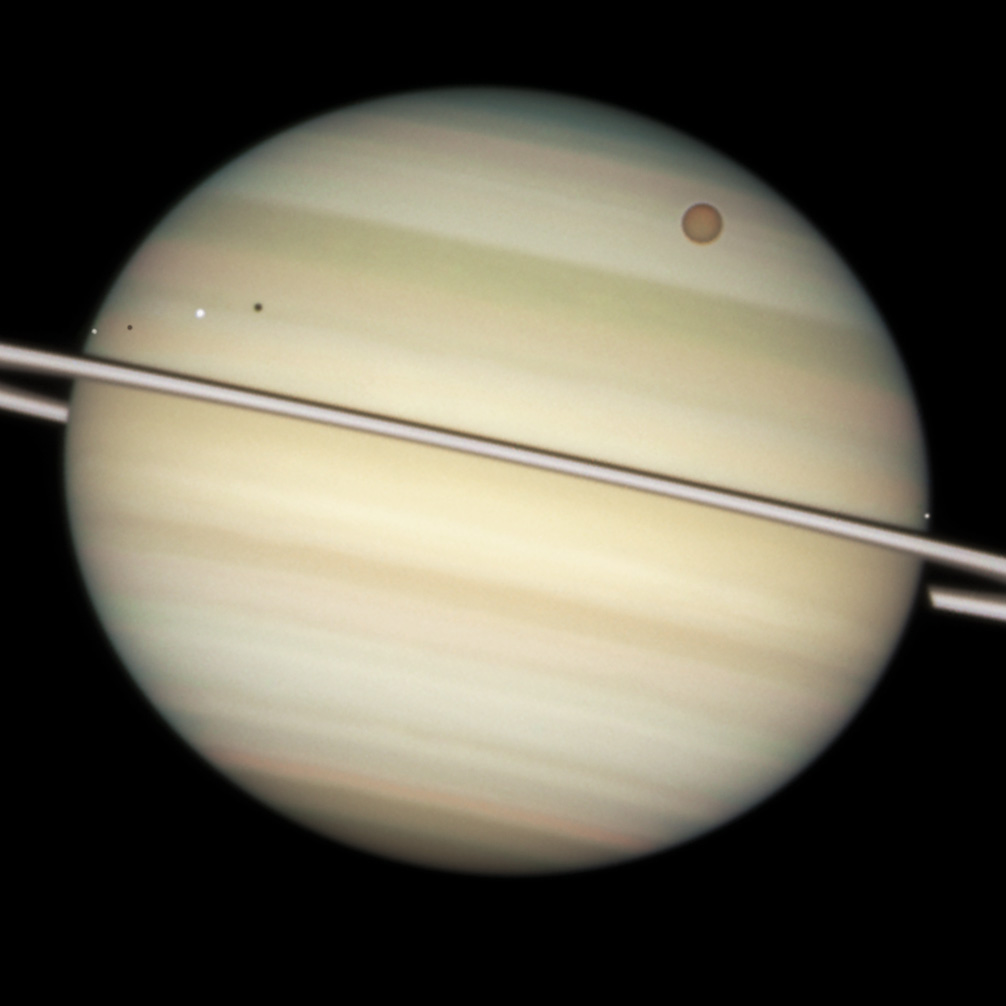
Il transito sul disco di Saturno di quattro delle sue lune, riprese dal telescopio spaziale Hubble. Da sinistra a destra, nei pressi del piano degli anelli, si scorgono Encelado, Dione e Mimas, mentre Titano è ben visibile in alto a destra sul disco di Saturno.

Saturno possiede un elevato numero di satelliti naturali, 274, 12 dei quali scoperti solo nel 2005 grazie al telescopio giapponese Subaru, altri 15 scoperti tra il 2006 e il 2009. e altre 62 piccole lune sono state scoperte nel 2023, grazie a un gruppo guidato dall’Istituto di astronomia e astrofisica dell'Accademia Sinica di Taiwan. A maggio 2023 solo 63 di essi hanno un nome proprio. È difficile quantificare con precisione il loro numero, perché tecnicamente tutti i minuscoli corpi ghiacciati che compongono gli anelli di Saturno potrebbero essere considerati satelliti. Molte delle lune sono piuttosto piccole, la maggior parte ha un diametro minore di 10 km, mentre solo 13 hanno un diametro superiore ai 50 km. Tradizionalmente, la maggior parte delle lune di Saturno portano i nomi dei Titani della mitologia greca. Quando nel XX secolo i nomi dei Titani furono esauriti, le lune presero il nome da personaggi della mitologia greca e romana o da giganti di altre mitologie. Tutte le lune irregolari (eccetto Febe) hanno nomi di divinità della mitologia inuit, di quella celtica e di giganti di ghiaccio della mitologia norrena.
Il satellite saturniano di gran lunga più interessante è Titano, l'unico satellite del sistema solare a possedere una densa atmosfera e che da solo costituisce oltre il 95% della massa orbitante attorno a Saturno, anelli compresi. Titano fu anche il primo satellite saturniano scoperto, nel 1655, da Christiaan Huygens. Seguirono, tra il 1671 e il 1684, le scoperte di Teti, Dione, Rea e Giapeto da parte di Giovanni Cassini. Passò poi più di un secolo prima della scoperta, nel 1789, di Mimas e Encelado da parte di William Herschel, mentre Iperione fu scoperto nel 1848 da W.C. Bond, G.P. Bond e William Lassell., e fu l'ultimo scoperto con l'osservazione diretta tramite telescopi ottici. Già Febe, nel 1899, fu scoperto da William Henry Pickering mediante l'uso di lastre fotografiche a lunga esposizione. Nel 1966 venne scoperto Giano, che dette molti grattacapi agli astronomi del tempo: i dati acquisiti dalle osservazioni davano valori incompatibili relativamente al periodo e alla distanza da Saturno. Solo nel 1978 si ipotizzò che potesse esistere un altro satellite naturale a condividere la stessa orbita, unica spiegazione possibile del fenomeno osservato. Nel 1980 la sonda Voyager 1 confermò l'esistenza di Epimeteo nella stessa orbita di Giano, unico caso nel sistema solare di due satelliti che condividono la stessa orbita.
Il gran numero di satelliti e la presenza degli anelli rende molto complessa la dinamica del sistema di Saturno. Gli anelli sono influenzati dai movimenti dei satelliti, che causano marcate divisioni o lacune, e la forza di marea con Saturno porta effetti perturbanti sulle orbite dei satelliti minori. I satelliti di Saturno possono essere divisi a grandi linee in dieci gruppi a seconda delle orbite attorno al pianeta. Oltre alle piccole lune degli anelli, ai satelliti pastori, alle lune co-orbitali e alle lune irregolari, i grandi satelliti sono sostanzialmente divisi in "interni" ed "esterni": i satelliti interni orbitano all'interno del tenue Anello E e tra questi sono compresi Mimas, Encelado, Teti e Dione, le cui orbite sono contraddistinte da una bassa eccentricità orbitale e un'inclinazione orbitale inferiore a 1,5°, con l'eccezione di Giapeto, che ha un'inclinazione di 7,57°. Le grandi lune esterne, Rea, Titano, Iperione e Giapeto, orbitano di là dall'Anello E e in genere hanno un'inclinazione e un'eccentricità orbitale decisamente più elevata.
Encelado, che sembra simile nella composizione chimica alle comete, dall'esplorazione della missione Cassini in poi è stato considerato un potenziale habitat per la vita microbica. La missione ha provato l'esistenza di un oceano di acqua salata sotto la superficie ghiacciata di Encelado, dal quale si sprigionano pennacchi di gas in cui sono presenti gran parte degli ingredienti per sostenere le forme di vita che vivono per metanogenesi.

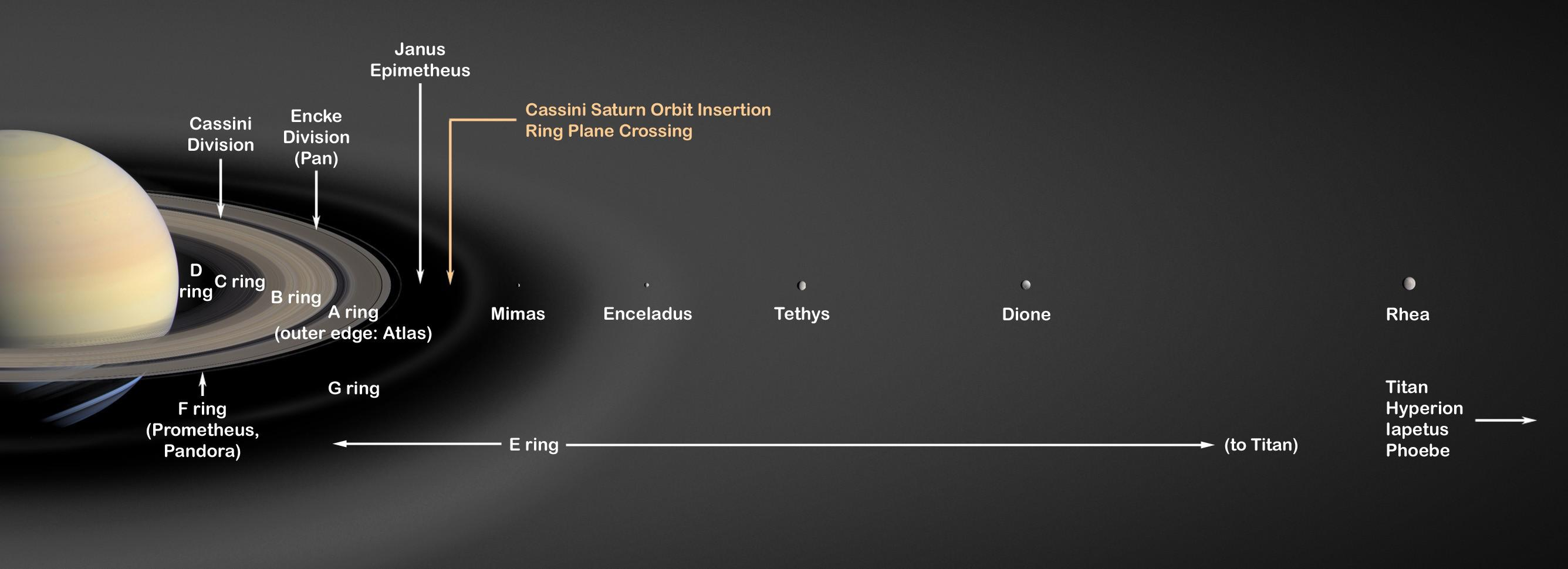
Schema degli anelli e dei satelliti di Saturno.

Tra le lune irregolari la più grande è Febe, che ha un diametro di 220 km, un semiasse maggiore di quasi 1,3 milioni di km e un periodo orbitale di 18 mesi. Per oltre un secolo, fino al 2000, si è creduto che fosse la luna più distante da Saturno, fino a quando furono scoperte diverse altre piccole lune più esterne. Ritenuto in passato un asteroide, la sua natura fu svelata dalla sonda Cassini: è un corpo composto da ghiaccio e roccia, simile a Plutone e Tritone, e faceva probabilmente parte di quella massa di corpi ghiacciati che ora formano la Fascia di Kuiper. Febe rimase intrappolato nel campo gravitazionale di Saturno quando le interazioni gravitazionali dei giganti gassosi, e in particolare di Giove, espulsero la maggior parte dei planetesimi ghiacciati verso il sistema solare esterno.

## Saturno nella cultura

### Significato mitologico-religioso

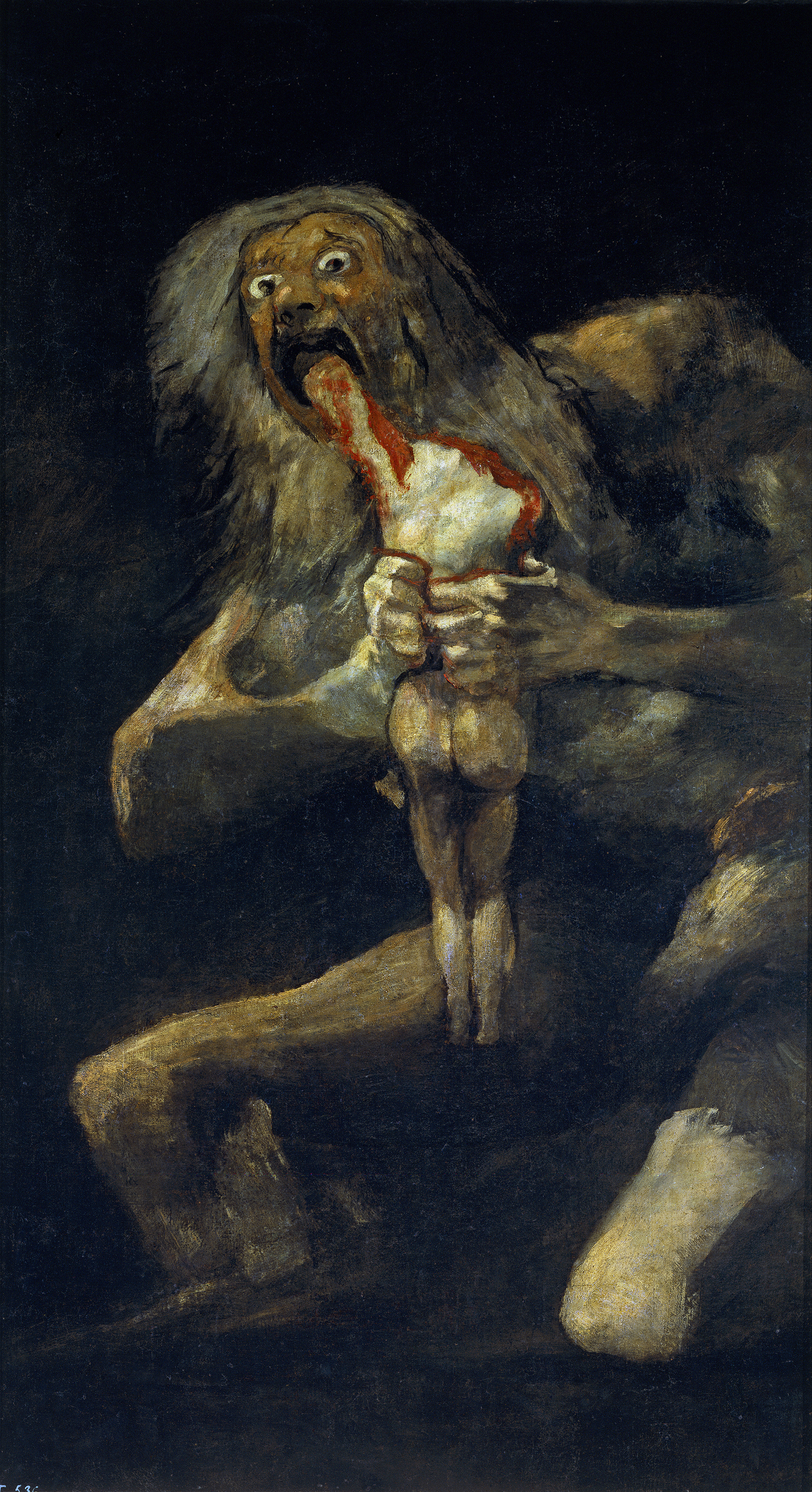
Saturno che divora i suoi figli, dipinto di Francisco Goya. Tra Greci e Romani era diffusa la credenza che Saturno divorasse i suoi figli perché era stato profetizzato che uno di loro avrebbe preso il suo posto, e così effettivamente avvenne quando il figlio Giove, nascosto alla nascita dalla madre, detronizzò il padre.

Il nome Saturno deriva dal dio romano dell'agricoltura, corrispondente del titano greco Kronos (o Crono). Saturno, come gli altri pianeti ben visibili a occhio nudo, era comunque noto fin dai tempi più antichi: nelle religioni della Mesopotamia era conosciuto come Ninib, o Ninurta, discendente del "Dio Sole" e guardiano della giustizia Šamaš. Come i "successori" Crono e Saturno di greci e romani era un dio contadino, inoltre era il protettore degli uomini dalle malattie causate dai demoni.
In ebraico antico, Saturno è conosciuto come Shabbathai e il suo angelo è Cassiel. La sua intelligenza o benefico spirito è Agiel (layga) e il suo spirito (l'aspetto più oscuro) è Zazel (lzaz). In lingua turca ottomana, urdu e malese, il suo nome è 'Zuhal', derivato dall'arabo زحل.
Sabato, il giorno della settimana, era associato a Saturno già ai tempi degli antichi romani (Saturni dies), che lo consideravano il primo giorno della settimana planetaria, tradizione derivata probabilmente da quella ebraica. Il pianeta, tradizionalmente considerato come "freddo" perché il più lontano di quelli allora conosciuti, era associato anche alla tradizione ebraica di consumare pasti freddi il sabato. Anche nell'era moderna nei paesi di lingua inglese, riprendendo la tradizione romana, Saturno è associato al sabato (Saturday).

### Nell'astrologia
Nell'astrologia occidentale Saturno è associato alla privazione, alla perseveranza, alla logica, alla serietà, alla vecchiaia, e regola le responsabilità dell'individuo e il suo rapportarsi con equilibrio al mondo esterno. Apparentemente severo e negativo esso tuttavia aiuta la crescita interiore aiutando a superare i momenti di crisi con l'autocontrollo. Esso è domiciliato nell'Aquario (domicilio notturno) e nel Capricorno (domicilio diurno), in esaltazione nella Bilancia, in esilio nel Cancro e nel Leone, in caduta nell'Ariete.
Nell'astrologia medica Saturno regola i meccanismi fisiologici e cellulari. Simboleggia il freddo e pertanto rallenta le funzioni dell'organismo conferendo longevità ai suoi nativi.
Nell'induismo ci sono nove oggetti astrologici, conosciuti come Navagrahas. Saturno, uno di loro, è noto come "Shani", colui che giudica le persone in base alle azioni compiute nella loro vita.
Nelle culture cinese e giapponese antiche Saturno era la "stella terra" (土星). Questa classificazione si basa sui cinque elementi che sono stati tradizionalmente utilizzati per classificare gli elementi naturali.

### Opere
Il pianeta compare nella Divina Commedia, e in particolare nel Canto ventunesimo del Paradiso, dove rappresenta il settimo Cielo, caratterizzato dalla meditazione e dalla contemplazione.

### Nelle opere di fantascienza

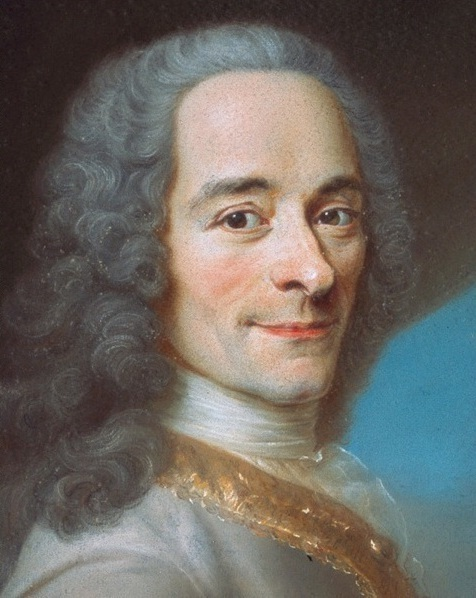
Voltaire è stato uno dei primi a menzionare Saturno in un'opera di fantascienza.

Conosciuto fin dai tempi antichi, Saturno è stato spesso citato in opere letterarie, anche se in passato è stato menzionato sovente più per il suo significato astrologico che in opere di fantascienza.
Nel racconto di Voltaire del 1752 Micromega, l'omonimo protagonista, proveniente da Sirio, arriva prima su Saturno e fa amicizia con i suoi abitanti, che hanno 72 sensi e vivono 15.000 anni, dopodiché prosegue il viaggio con uno di loro verso la Terra. In Le avventure di Ettore Servadac (1877), Jules Verne descrive un viaggio nel sistema solare a bordo di una cometa che si spinge fino a Saturno. Le illustrazioni del romanzo lo presentano come un pianeta dalla superficie rocciosa e deserta, provvisto di 8 satelliti e 3 anelli. In A Journey in Other Worlds del 1894 di John Jacob Astor IV, esploratori dalla Terra raggiungono Saturno provenienti da Giove, che è un mondo di giungla tropicale molto simile all'antica Terra, e trovano che il pianeta è scuro, secco e morente. Gli unici abitanti di Saturno sono creature gigantesche simili a fantasmi che comunicano telepaticamente e possono prevedere il futuro.
Quando nel XX secolo la scienza moderna confermò che Saturno è un pianeta senza superficie solida, con un'atmosfera ostile alla vita, l'attenzione degli autori di opere fantascientifiche si spostò maggiormente sulle sue lune, e Saturno non venne praticamente più preso in considerazione come scenario di storie di fantascienza. Isaac Asimov ad esempio, in Lucky Starr e gli anelli di Saturno, cita ampiamente gli anelli, ambientando però il seguito sui satelliti Mimas e Titano. Il romanzo 2001: Odissea nello spazio (1968), di Arthur C. Clarke, base di una prima versione della sceneggiatura del film omonimo, termina nel sistema di Saturno e precisamente sul satellite Giapeto. Invece il film e i seguiti del libro sono ambientati nel sistema di Giove. Un'opera che pone Saturno come scenario principale in tempi recenti è Saturn Rukh (1997), romanzo di Robert L. Forward, in cui una spedizione umana su Saturno cerca di entrare in contatto con enormi esseri, detti "Rukh", che vivono galleggiando nell'atmosfera del pianeta.
Anche al cinema, di Saturno viene citato più il suo sistema di lune che il pianeta stesso, come in Saturn 3, film del 1980 diretto da Stanley Donen, ambientato sulla terza luna. Il nome del satellite non viene citato e dovrebbe trattarsi di Teti, anche se qualche recensione cita Titano come scenario.

### Titoli generali
- (EN) George Forbes, History of Astronomy, Londra, Watts & Co., 1909.
- (EN) Albrecht Unsöld, The New Cosmos, New York, Springer-Verlag, 1969, ISBN 978-1-4684-7598-2.
- (EN) Cecilia Payne-Gaposchkin, Katherine Haramundanis, Introduction to Astronomy, Englewood Cliffs, Prentice-Hall, 1970, ISBN 0-13-478107-4.
- H. L. Shipman, L'Universo inquieto. Guida all'osservazione a occhio nudo e con il telescopio. Introduzione all'astronomia, Bologna, Zanichelli, 1984, ISBN 88-08-03170-5.
- H. Reeves, L'evoluzione cosmica, Milano, Rizzoli, 2000, ISBN 88-17-25907-1.
- (EN) Paul Murdin, Encyclopedia of Astronomy and Astrophysics, Bristol, Institute of Physics Publishing, 2000, ISBN 0-12-226690-0.
- AA.VV, L'Universo - Grande enciclopedia dell'astronomia, Novara, De Agostini, 2002.
- J. Gribbin, Enciclopedia di astronomia e cosmologia, Milano, Garzanti, 2005, ISBN 88-11-50517-8.
- W. Owen et al., Atlante illustrato dell'Universo, Milano, Il Viaggiatore, 2006, ISBN 88-365-3679-4.
- M. Rees, Universo. Dal big bang alla nascita dei pianeti. Dal sistema solare alle galassie più remote, Milano, Mondadori Electa, 2006,  p. 512, ISBN 88-370-4377-5.
- (EN) B. W. Carroll, D. A. Ostlie, An Introduction to Modern Astrophysics, 2ª ed., Pearson Addison-Wesley, 2007,  pp. 1278 pagine, ISBN 0-8053-0402-9.

### Titoli specifici

#### Sul sistema solare
- M. Hack, Alla scoperta del sistema solare, Milano, Mondadori Electa, 2003,  p. 264, ISBN 978-88-370-2089-7.
- (EN) Vari, Encyclopedia of the Solar System, Gruppo B, 2006,  p. 412, ISBN 0-12-088589-1.
- F. Biafore, In viaggio nel sistema solare. Un percorso nello spazio e nel tempo alla luce delle ultime scoperte, Gruppo B, 2008,  p. 146, ISBN 978-88-95650-18-0.
- W. Ferreri, L'osservazione dei pianeti, Gruppo B Editore, 2013, p. 91, ISBN 978-88-95650-40-1.
- C. Guaita, I giganti con gli anelli. Le rivoluzionarie scoperte sui pianeti esterni, Gruppo B, 2009,  p. 114, ISBN 978-88-95650-23-4.

#### Sul pianeta
- (EN) Linda T. Elkins-Tanton, Jupiter and Saturn, New York, Chelsea House, 2006, ISBN 0-8160-5196-8.
- (EN) James L. Martin, Saturn: Overview and Abstracts, Nova Publishers, 2003, ISBN 978-1-59033-523-9.
- (EN) Giles Sparrow, Destination Saturn, The Rosen Publishing Group, 2009, ISBN 978-1-4358-3447-7.
- (EN) Terry Allan Hicks, Saturn, Marshall Cavendish, 2009, ISBN 0-7614-4559-5.
- (EN) Michael D. Cole, Saturn: The Sixt Planet, Enslow Pub Incorporated, 2002, ISBN 0-7660-1950-0.
- (EN) Michele Dougherty, Larry Esposito e Stamatios Krimigis (a cura di), Saturn from Cassini-Huygens, Springer, 2009, ISBN 978-1-4020-9217-6.